# 天童市スポーツセンター野球場
天童市スポーツセンター野球場（てんどうしすぽーつせんたーやきゅうじょう）は、山形県天童市大字小関の天童市スポーツセンター内にある野球場。

## 概要
1989年12月17日にスポーツセンターの総合体育館が開業したが、それから遅れること約5年後の1994年8月21日に開場。山形県の高校野球選手権の会場の1つとして使われるほか、2005年からは東北楽天ゴールデンイーグルスのファーム（二軍）の準本拠地として使用されており、年10試合程度開催されている。
市内にはJリーグモンテディオ山形の本拠地であるNDソフトスタジアム山形を含めた広域運動公園・山形県総合運動公園（べにばなスポーツパーク）を擁するが、場所は当球場より約4km離れている。なお、ここにも野球場があり、ここを楽天のファームの練習場、また準本拠地として使用することが計画されていたが、撤回された。
2009年オフにスコアボードの改装を行い2010年からは全面LED磁気反転式のスコアボードに改正された。

## 施設概要
- グラウンド面積：18,700 m2
- 両翼：100 m、中堅：122 m
- 内野：クレー舗装、外野：天然芝（高麗芝）
- 収容人員：10,000人
- 照明：6基
- スコアボード：LED付磁気反転式（2009年までは得点、チーム名：LED付磁気反転式、選手名：差し替え式）

## アクセス
800台収容の無料駐車場がある。
- 山形市から国道13号で車で30分
- 東北中央自動車道 天童インターチェンジより車で3分
- JR東日本奥羽本線・天童駅より徒歩15分